# Cangrejillos
Cangrejillos är en ort i Argentina.   Den ligger i provinsen Jujuy, i den norra delen av landet, 1 500 km norr om huvudstaden Buenos Aires. Cangrejillos ligger 3 600 meter över havet och antalet invånare är 169.
Terrängen runt Cangrejillos är platt österut, men västerut är den kuperad. Runt Cangrejillos är det mycket glesbefolkat, med 6 invånare per kvadratkilometer.. Närmaste större samhälle är Pumahuasi, 18,8 km nordväst om Cangrejillos. 
Omgivningarna runt Cangrejillos är i huvudsak ett öppet busklandskap.